# Ethylthiochlorformiat
Ethylthiochlorformiat ist eine organische Verbindung und der Chlorameisensäureester von Ethanthiol.

## Herstellung
Ethylthiochlorformiat kann durch Reaktion von Triphosgen mit Ethanthiol gewonnen werden.

## Eigenschaften und Reaktionen
Ethylthiochlorformiat ist eine brennbare, klare, farblose bis gelbliche Flüssigkeit mit starkem Geruch.
Ethylthiochlorformiat kristallisiert bei niedrigen Temperaturen im monoklinen Kristallsystem in der Raumgruppe P21/c (Raumgruppen-Nr. 14) mit den Gitterparametern a = 9,4763 Å; b = 5,8288 Å, c = 11,0764 Å und β = 112,853 ° sowie 4 Formeleinheiten pro Elementarzelle.
In Gegenwart von Wasser wird die Verbindung hydrolysiert. Mechanistische Studien haben ergeben, dass bei der Reaktion in den allermeisten Fällen zunächst ein Acyliumion gebildet wird. Die Reaktion mit gasförmigem Ammoniak ergibt S-Ethylthiocarbamat.

## Verwendung
Ethylthiochlorformiat wird zur Herstellung verschiedener Pflanzenschutzmittel verwendet, beispielsweise Butylat durch Reaktion mit Diisobutylamin und Cycloat durch Reaktion mit N-Ethylcyclohexylamin.